# Zaak-Jurion
De zaak Jurion is een omkoopaffaire van de Belgische voetbalclub La Louvière. In het seizoen 1975/76 kwam aan het licht dat de club spelers van Berchem Sport had proberen omkopen. De affaire had als gevolg dat de club naar tweede klasse werd verwezen. De bekende oud-voetballer Jef Jurion, toenmalig trainer van La Louvière en spilfiguur in het schandaal, werd geschorst.

## Voorgeschiedenis
Jef Jurion was in de jaren 60 aanvoerder van RSC Anderlecht en won in die periode ook twee keer de Gouden Schoen. Zijn trainerscarrière startte begin jaren 70 bij KSC Lokeren. In het seizoen 1974/75 trainde hij KSK Beveren, nadien stapte Jurion over naar La Louvière dat net via de eindronde voor het eerst de promotie naar de hoogste afdeling had afgedwongen. De Henegouwers stegen samen met kampioen Racing Mechelen naar eerste klasse. In de zomer van 1975 nam La Louvière verdediger Eddy Caers over van Club Brugge. Daarvoor had Caers twee seizoenen voor Berchem Sport gespeeld.

## Omkoopschandaal
Ondanks de komst van een nieuwe coach flirtte La Louvière een seizoen lang met de degradatiezone. Ook Berchem Sport deed het dat jaar niet goed. De club bengelde onderaan het klassement. Jurion wilde niet degraderen en stuurde Eddy Caers en Jacques Roelandt, die op dat ogenblik actief was bij Jurions vorige werkgever Beveren, op pad om vijf spelers van Berchem om te kopen. Caers en Roelandt fungeerden als tussenpersonen. Caers sprak af met oud-ploegmaats Tony Goossens, Mike Kear en Pierre Van Staay. De Britse spits Kear had echter een bandrecorder verstopt en nam zonder dat Caers iets vermoedde het hele gesprek op.
De spelers van Berchem lieten zich niet omkopen en stapten met de geluidsopname naar hun voorzitter Louis Rombouts. De club lichtte de Koninklijke Belgische Voetbalbond (KBVB) in. Vervolgens werd de hulp ingeroepen van een Antwerpse privédetective. Hij deed zich voor als de oom van Goossens en regelde als tussenpersoon een ontmoeting met Jurion. De voetbalcoach overhandigde hem een enveloppe van 30.000 BEF (zo'n €750). Op 11 april 1976 namen Berchem en La Louvière het tegen elkaar op. De Henegouwers wonnen het duel met 1-2, hoewel er dus geen omkoping aan te pas was gekomen. Enkele dagen later ontplofte de bom en lekte het nieuws uit in de pers.
La Louvière sloot het seizoen uiteindelijk af op een veilige 14e plaats in het klassement. Berchem werd laatste en degradeerde samen met Racing Mechelen naar tweede klasse. Maar de KBVB deelde zware straffen uit. Caers en Roelandt gaven de feiten toe en werden elk voor een jaar geschorst. De geplande transfer van Roelandt naar Willem II ging daardoor niet door. La Louvière werd opnieuw naar tweede klasse verwezen, waardoor Beringen FC als derde laatste aan de degradatie ontsnapte. Jurion werd levenslang van de bondslijsten geschrapt. Hij zette daardoor een punt achter zijn nog prille trainerscarrière. La Louvière zakte niet alleen naar tweede klasse, maar kreeg ook een zware boete. De club moest een vijfde van alle inkomsten van het seizoen 1975/76 afstaan aan de KBVB.

## Nasleep
Jurion trok in 1978 naar de burgerlijke rechtbank van Brussel en eiste de ontbinding van de KBVB en een schadevergoeding van 4 miljoen BEF (zo'n €100.000). Maar de rechtbank gaf hem ongelijk. Jurion ging in beroep, maar de zaak werd uiteindelijk opgeschort nadat hij tot een akkoord was gekomen met de KBVB. Zijn levenslange schorsing werd later teruggeschroefd tot drie jaar.
Tussen La Louvière en Berchem Sport kwam het niet meteen goed. De Henegouwse club nam het Berchem erg kwalijk dat de poging tot omkoping aan het licht was gekomen. In het seizoen 1976/77, tijdens een duel tussen beide clubs, weigerde de aanvoerder van La Louvière een hand te geven aan de kapitein van Berchem. La Louvière keerde meteen terug naar eerste klasse door in 1977 de eindronde te winnen. Berchem promoveerde een jaar later terug naar de hoogste afdeling.
Precies 30 jaar na de zaak Jurion kwam La Louvière opnieuw in opspraak. Verscheidene spelers en bestuursleden werden toen aan de zogenaamde gokchinees gelinkt. De club werd naar de derde klasse verwezen, kreeg te maken met financiële problemen en ging enkele jaren later een fusie aan met RACS Couillet.